# Mimas lutescens
Mimas lutescens är en fjärilsart som beskrevs av Tutt 1902. Mimas lutescens ingår i släktet Mimas och familjen svärmare. Inga underarter finns listade i Catalogue of Life.